# Böddenstedt (Suderburg)

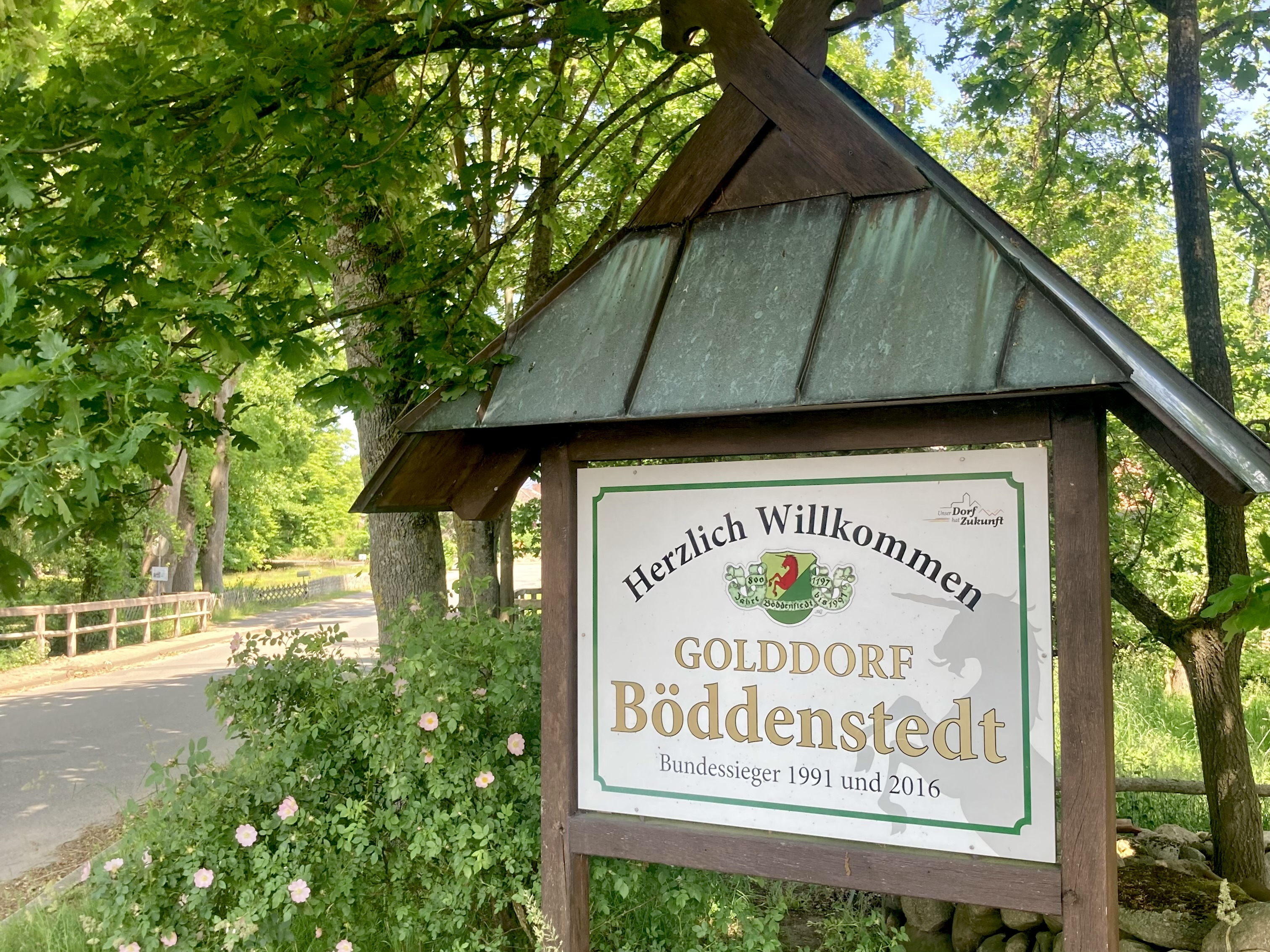
Willkommenstafel am südlichen Ortseingang

Böddenstedt (niederdeutsch Bernstä) ist ein Ortsteil der Gemeinde Suderburg in der Samtgemeinde Suderburg im südwestlichen Landkreis Uelzen, Niedersachsen. In den Jahren 1991 und 2016 zählte Böddenstedt zu den Siegern des Bundeswettbewerbs Unser Dorf hat Zukunft (ehem. Unser Dorf soll schöner werden).

## Geographie

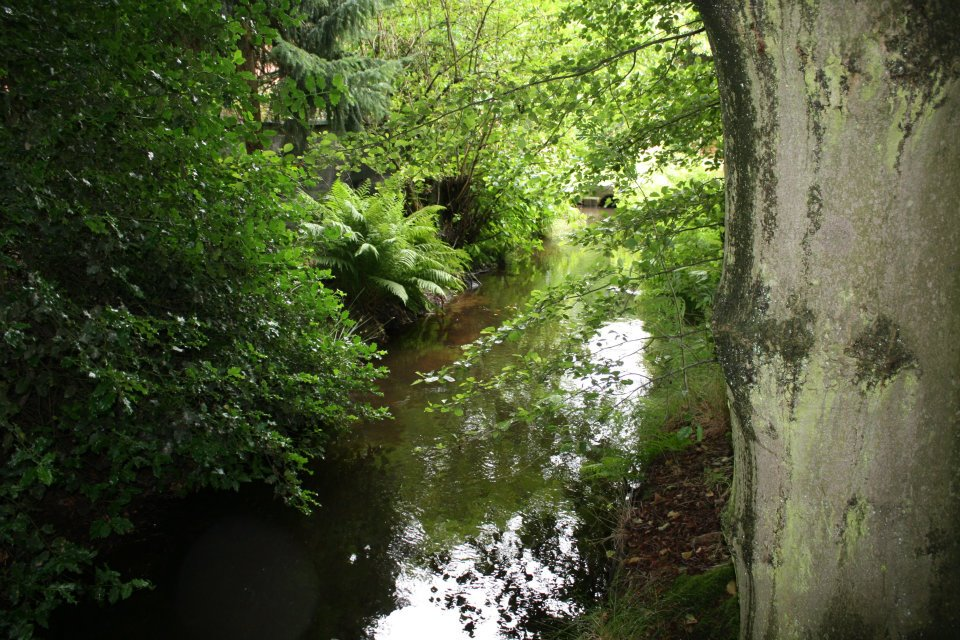
Der Stahlbach (Böddenstedter Aue) am südlichen Ortsrand von Böddenstedt

Böddenstedt liegt zwischen Hamburg und Hannover inmitten der Lüneburger Heide etwa 11 Kilometer südwestlich der Kreisstadt Uelzen.
Der bei Holxen in die Hardau mündende Stahlbach entspringt südwestlich von Bahnsen in einem Ausläufer des Lüßwaldes (Bahnser Bruch) und wird kurz vor Böddenstedt von dem im Böddenstedter Bruch entspringenden Wehrbach gespeist. Der historisch überlieferte und eigentliche Name des Stahlbachs lautet Böddenstedter Aue oder Böddenstedter Bach. Er durchfließt das Dorf am südlichen Rand von West nach Ost, passiert hierbei den Mühlenteich und die bis 1970 betriebene Wassermühle und wird von Fischteichen und eher flacheren Wiesen- und Weidengebieten begleitet. Weiter nordwestlich erstreckt sich das 398 ha große Naturschutzgebiet Mönchsbruch.

## Geschichte

### Name
Urkundlich wird Böddenstedt als villa budenstide erstmals im Jahre 1197 n. Chr. im Bremischen Urkundenbuch erwähnt, wonach das St. Willehadi-Capitel zu Bremen dem Kloster Walsrode die ihm vom Grafen Hermann († 1086) aus dem Geschlecht der Billunger geschenkten Güter im Lüneburgischen verkauft. Demnach muss das Dorf bereits vor 1086 gegründet worden sein. Weitere Schreibweisen waren Bodenstide (1226), Bodenstede (1233) und Boddenstede (1594). 
Anders als lange vermutet, bezieht sich der Name Böddenstedt laut Prof. Wolfgang Meibeyer wohl nicht auf die Gründung der Stätte (-stede) eines Bodo. Vielmehr kann angenommen werden, dass sich der Name auf die Funktion des Ortes als Versorgungsort einer benachbarten Villikation bezieht. Böddenstedt könnte also im Zeitalter karolingischen Königtums gegründet und der Villikation Gerdau zugeordnet gewesen sein, zu dessen Parochie es bis heute gehört und die Funktion eines Speichers (im Sinne von Dachboden oder Kornboden) erfüllt haben.

### Frühgeschichte
Wann sich die ersten Menschen in Böddenstedt niedergelassen haben, ist nicht genau bekannt. Zahlreiche Urnenfunde und Hügelgräber aus der Älteren Bronzezeit (um 1600 v. Chr.) sowie ein mitten im Ort liegender Schälchenstein (um 800 v. Chr.) deuten auf eine frühzeitliche Besiedlung der Gegend hin. 2019 wurde in der Umgebung des Dorfes außerdem eine Fibel aus karolingischer Zeit (um 800 n. Chr.) gefunden, von denen laut dem Uelzener Kreisarchäologen Fred Mahler in Europa nur neun weitere bekannt seien.

### Mittelalter

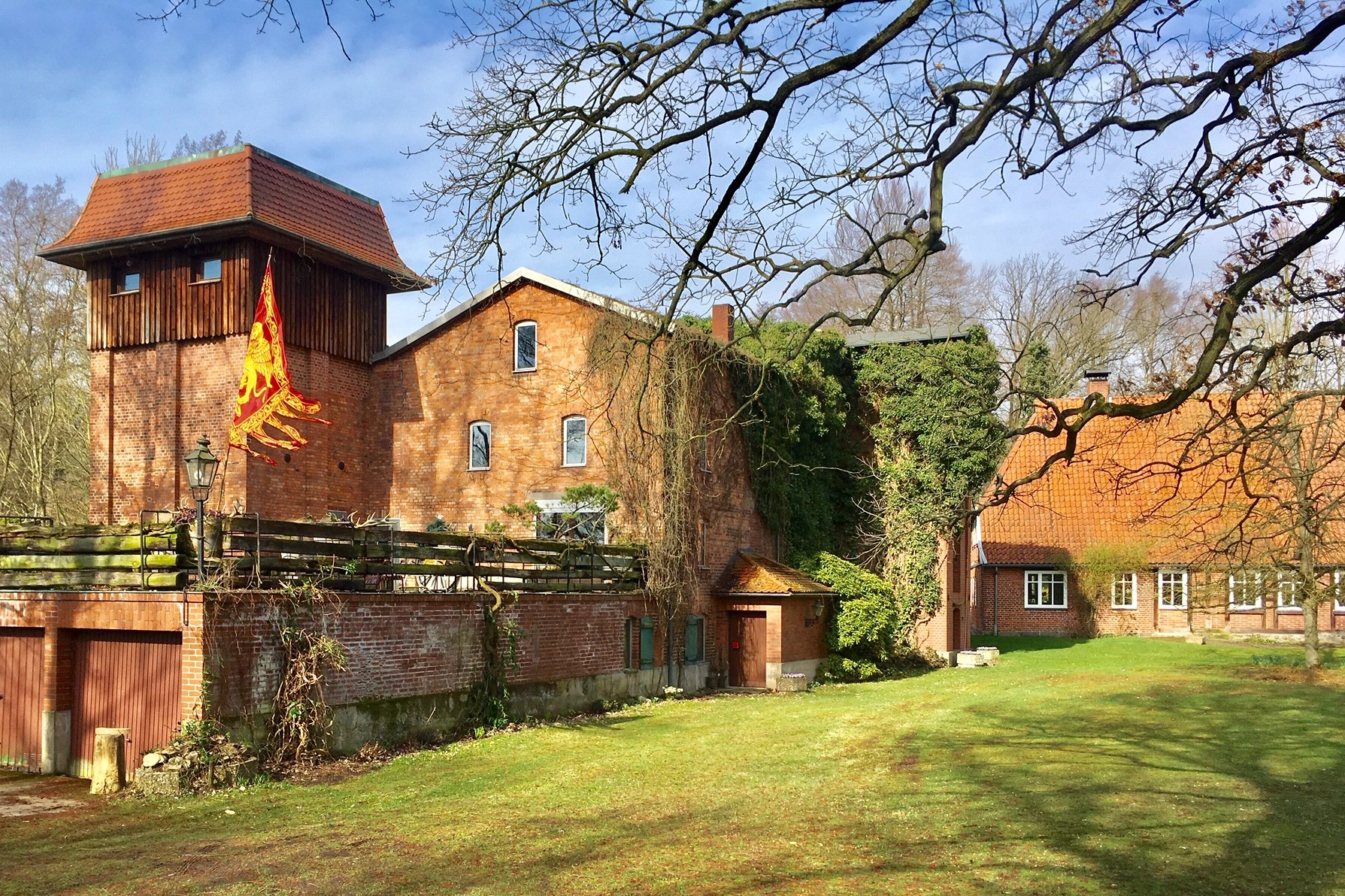
Wassermühle am Stahlbach

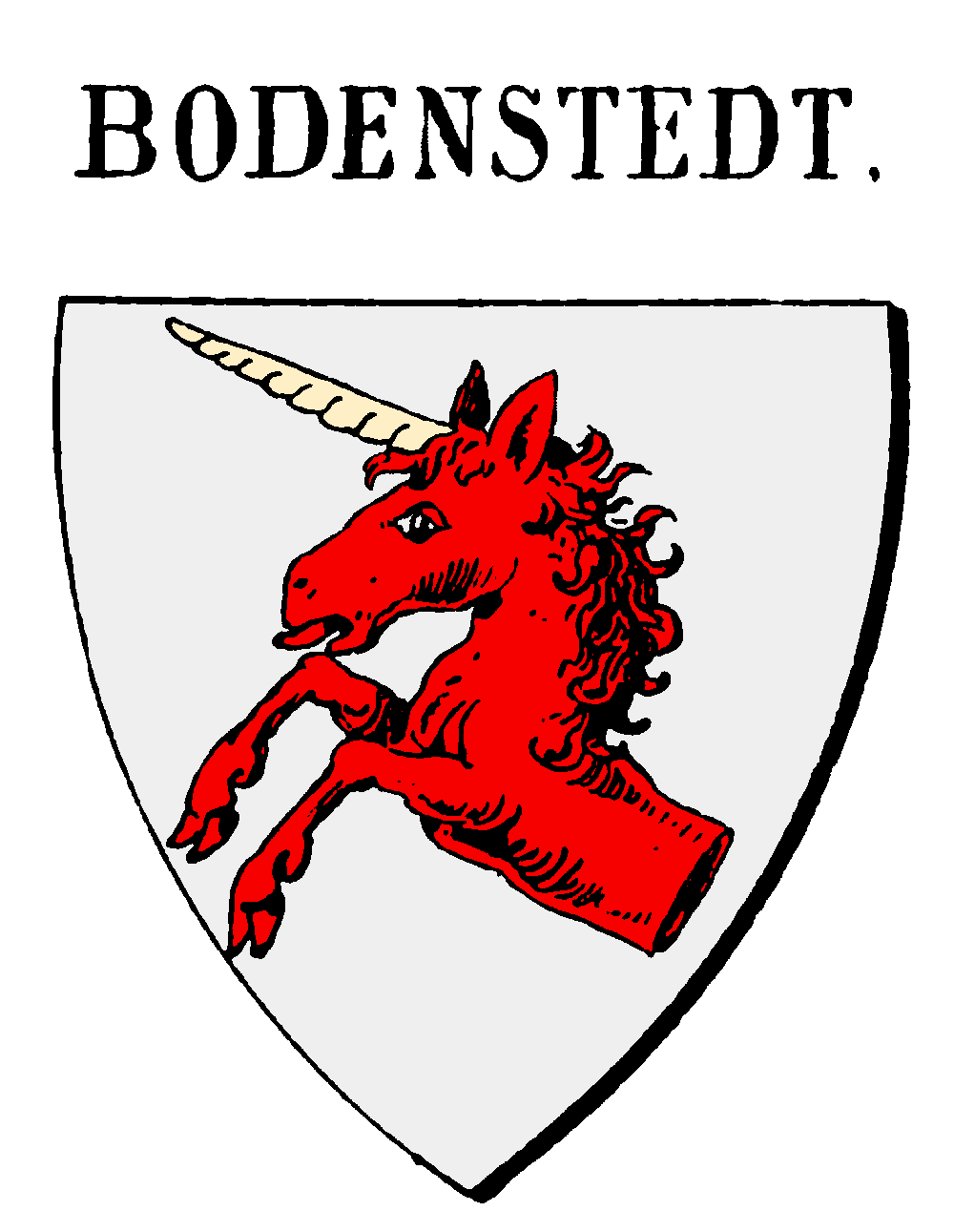
Wappen derer von Böddenstedt

Seit dem Jahre 1200 ist die Existenz einer Wassermühle belegt. Bis ins 15. Jahrhundert war die ministerialadlige (Knappen-)Familie derer von Böddenstedt (Bodenstede) vor Ort ansässig. Urkundlich belegt ist etwa, dass die Brüder und Knappen Johann und Heinrich von Böddenstedt (Johannes et Hinricus de Bodenstede) dem Kloster Oldenstadt im Jahre 1321 das Recht verkaufen, Schweine in den Wald bei Böddenstedt zu treiben. Im Jahre 1358 kaufen Dietrich und Heinrich von Böddenstedt außerdem einen Wüsthof mit Waldanteil und eine Tonne Bier von der Familie von Meltzing.
Der privilegierte Herrenhof soll auf dem gesamten, westlich der heutigen Mühlenstraße angrenzenden Areal gelegen haben. Dies geht aus Untersuchungen des Geographen Wolfgang Meibeyer hervor. In der Tat tauchten im Bereich der angrenzenden Hofstellen bei Erdarbeiten Scherben aus der Zeit um 900 n. Chr. auf.
Mit dem ausgehenden 15. Jahrhundert verliert sich die Spur der Edelleute, bis im Jahre 2021 in der Böddenstedter Feldflur ein Siegelstempel des Hans (Johannes) von Bodenstede gefunden wird. Hans von Bodenstede war Vikar in Uelzen und ist im Uelzener Urkundenbuch zwischen 1398 und 1443 bezeugt.
Im 14. Jahrhundert waren in Böddenstedt außerdem Vertreter des Adelsgeschlechts von Störtenbüttel ansässig. Urkundlich belegt ist etwa, dass die Tochter des Kersten von Störtenbüttel († 1395), Beke, einen unehelichen Sohn mit dem Böddenstedter Einwohner Conrad Techmann (Cunrado Techeman) zeugte.

### Frühe Neuzeit

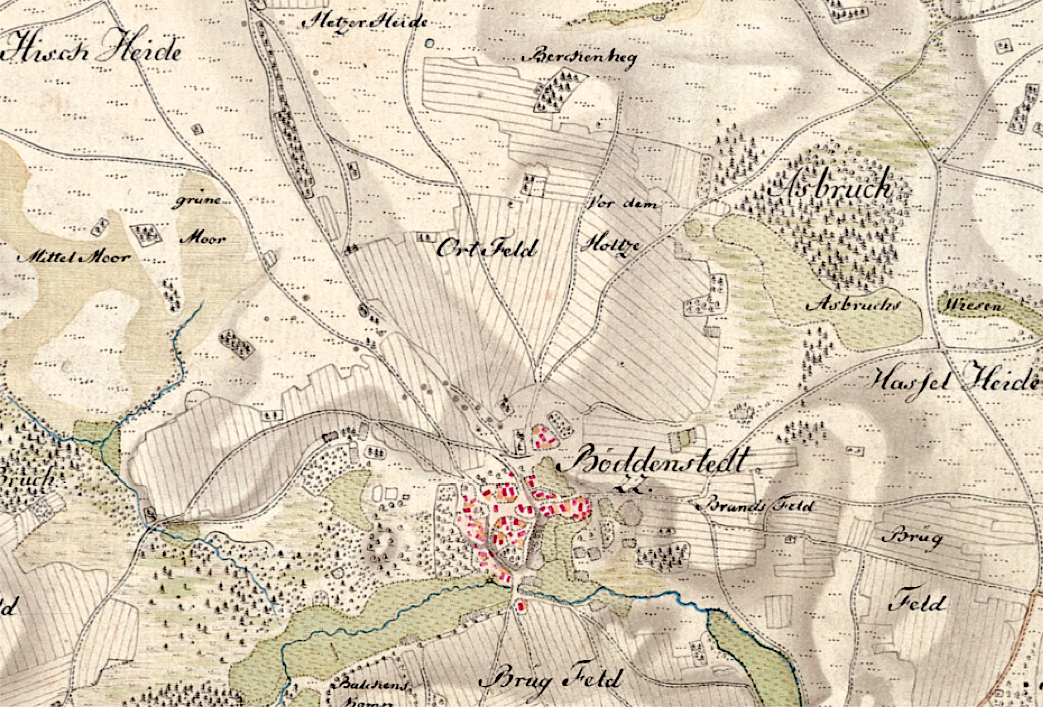
Böddenstedt in der Kurhannoverschen Landesaufnahme (um 1773)

Als 1550 die Pest in der Hansestadt Uelzen grassierte und ein Viertel der Stadtbevölkerung verstarb, legte Heinrich von Meltzing, damaliger Hauptmann von Bodenteich, in den pestfreien Dörfern Böddenstedt und Suderburg amtliche Waagen an (eigentlich ein Stadtprivilegium). Da beide Orte an der wichtigen Heerstraße von Hamburg nach Braunschweig (Hessenkarrenweg) lagen, konzentrierte sich der regionale Handel fast zwanzig Jahre lang in diesen beiden Orten. Erst im Jahre 1569 wurde dem Treiben auf Bitten der mittlerweile pestfreien Stadt Uelzen durch die Herzöge Heinrich und Wilhelm von Braunschweig-Lüneburg ein Ende bereitet. Zu dieser Zeit bestand Böddenstedt aus elf Vollhöfen, drei Halbhöfen und acht Katen. Die Höfe waren verschiedenen Grundherren gegenüber abgabe- und dienstpflichtig. Dies waren unter anderem die Grafen von Schwerin, die von Estorff, von der Wense und von Weyhe-Eimke.
In Böddenstedt befand sich zudem ein Holzgericht (Holting tho Boddenstede), dessen Aufgabe in der Regelung örtlicher Rechtsangelegenheiten bestand und das sich laut Amtsregister von 1569 auf die Orte Gerdau, Holthusen, Bargfeld, Bohlsen, Bahnsen sowie die bei Groß Süstedt gelegene Klintmühle erstreckte.

### Moderne

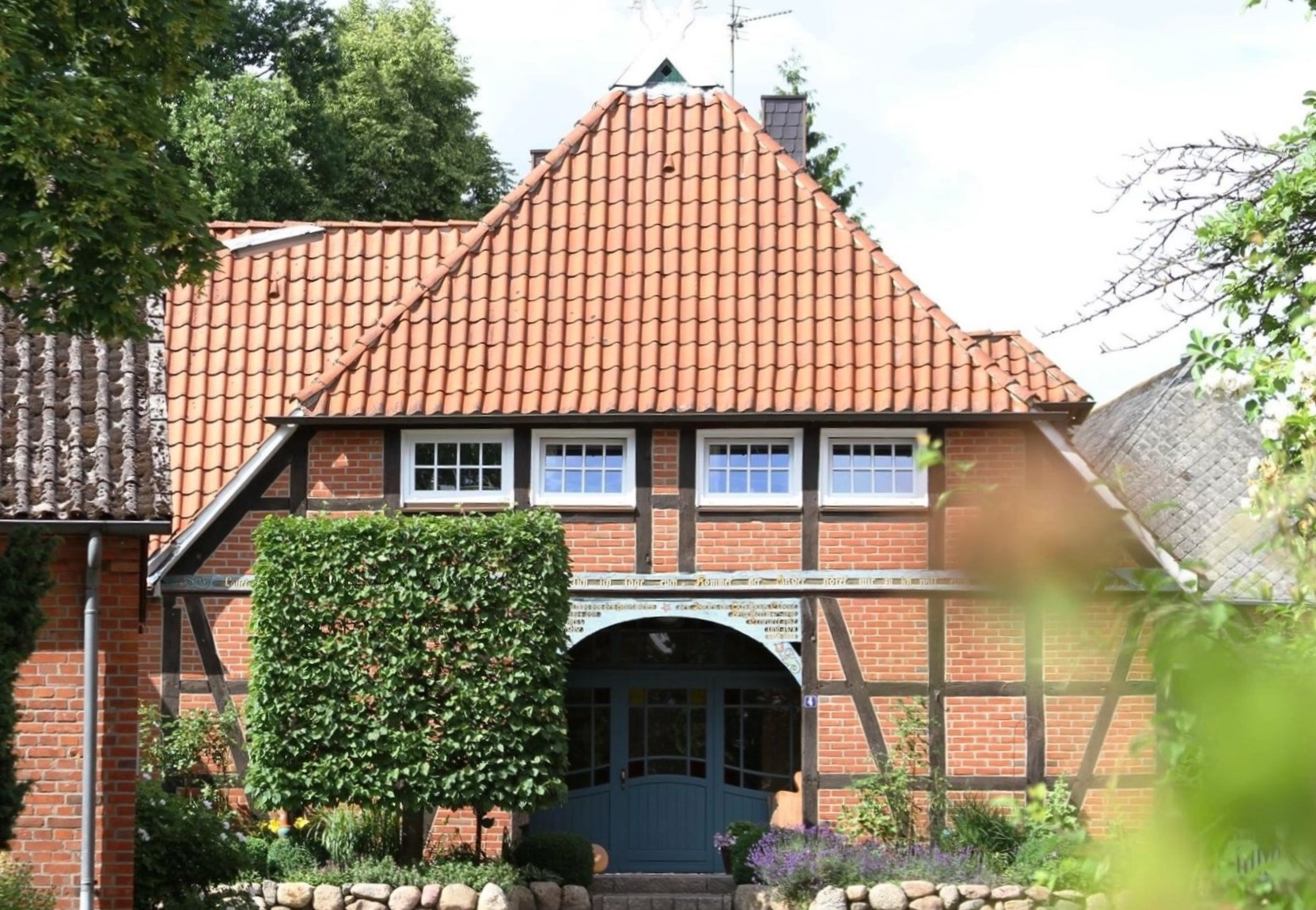
Alte Schule (von 1809) im historischen Ortskern

Seit dem ausgehenden 18. Jahrhundert eröffneten in Böddenstedt einige Handwerksbetriebe, wie die Stellmacherei Drögemüller (1774) oder die Tischlerei Stolte (1802). 
Vor der Gründung des Königreichs Hannover fiel die Region zwischen 1807 bzw. 1810 und 1814 kurzzeitig an das neu gegründeten Königreich Westphalen. In dieser Zeit wurde der Stellmachermeister Jürgen Drögemüller zum Maire ernannt. Sein Adjunkt wurde der Müllermeister Johann Krüger.
Im Jahre 1815 beantragte Böddenstedt eine Verkoppelung durchzuführen, die ab 1818 mit einer Spezialteilung (Festlegung der Grenzen mit den Nachbarorten) beginnend umgesetzt wurde. Am 17. März 1818 wurde Gustav Uffenorde nach Antrag der Gemeinde Böddenstedt mit der Gemeinheitsteilung (Aufteilung der Weiden-, Wiesen und Ackerflächen) und Verkoppelung beauftragt. Die Vermessung und Kartierung des Dorfes erfolgte in den nächsten drei Jahren durch Ernst Ludewig. Er erstellte bis 1823 eine Karte, in welcher der Zustand vor der Verkoppelung, wie auch der Plan nach der Verkoppelung eingezeichnet sind. Eine Kopie dieser Karte befindet sich heute im Besitz der Dorfgemeinschaft Böddenstedt.

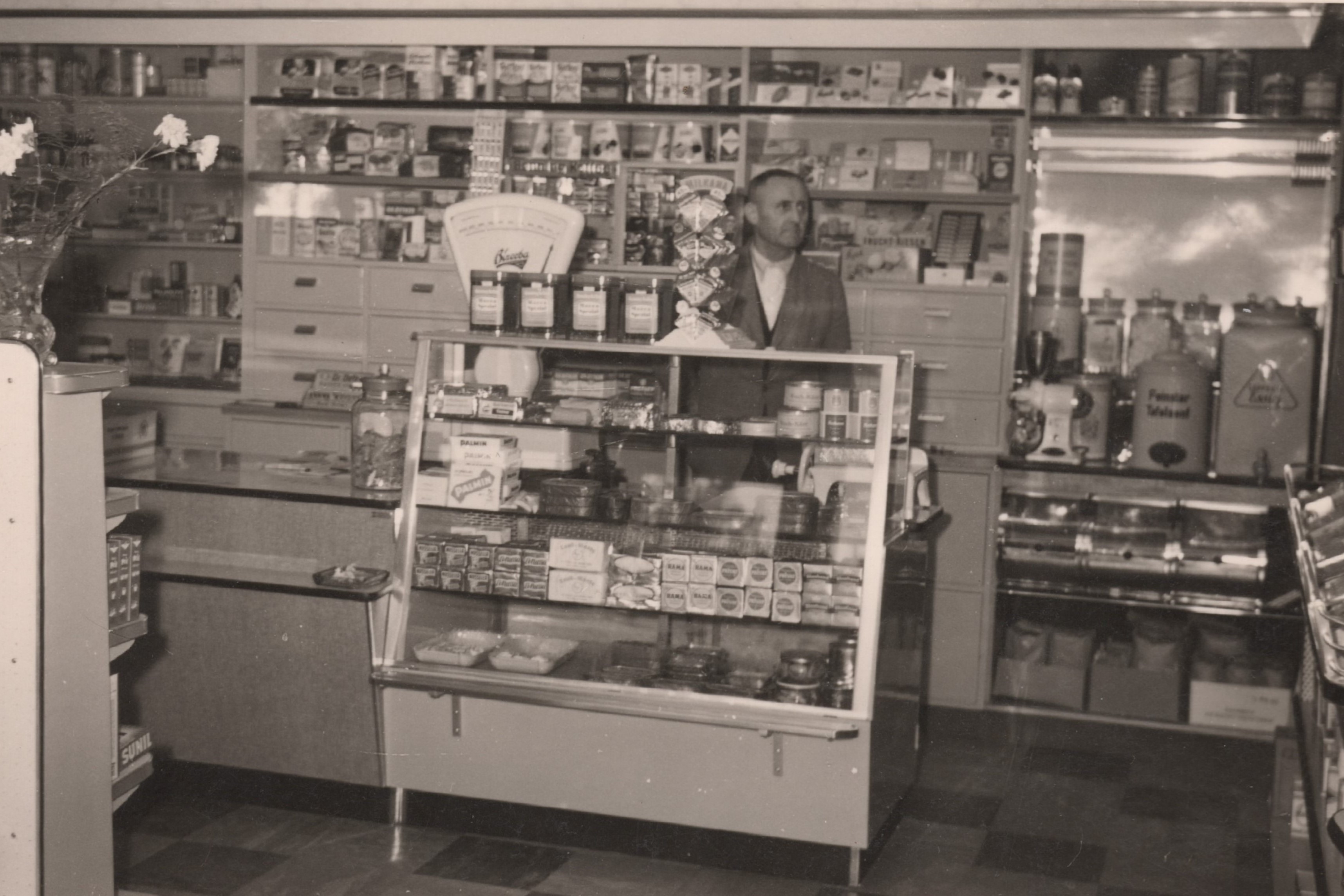
Gemischtwarenladen Drögemüller in Böddenstedt (1950er Jahre)

1848 eröffnete die Schmiede Brese. Der Stellmachermeister und Kirchenvorsteher Heinrich Drögemüller erhielt 1853 von der königlichen Landdrostei ferner die „Concession zur Landkrämerei“ und eröffnete einen Kolonialwarenladen. Weiterhin wurden 1872 eine Schank- und Gastwirtschaft, 1886 das Baugeschäft Cohrs und 1890 die Zimmerei Cohrs/Schenk gegründet. Der Vollhöfner Stolte betrieb seit 1892 eine Kornbrandwein-Brennerei. 1894 wurde zudem eine Posthilfstelle im Hause Drögemüller eröffnet, in der sich nach Einrichtung einer Telegraphenhilfstelle ab 1905 das erste Telefon des Dorfes befand. 1929 wurde die Posthilfstelle in eine Postelle II umgewandelt. 
1921 wurde am Ortsausgang in Richtung Uelzen ein Ehrenmal für die zwölf im Ersten Weltkrieg gefallenen Soldaten aus Böddenstedt errichtet. Der Zweite Weltkrieg forderte 26 Opfer, darunter Tote und Vermisste. Außerdem kamen gegen Ende dieses Krieges am 4. April 1945 beim Abwurf britischer Sprengbomben sechs Dorfbewohner und ein französischer Kriegsgefangener ums Leben, die am südlichen Ortsrand von Böddenstedt auf dem Acker gearbeitet haben.

### Nachkriegszeit

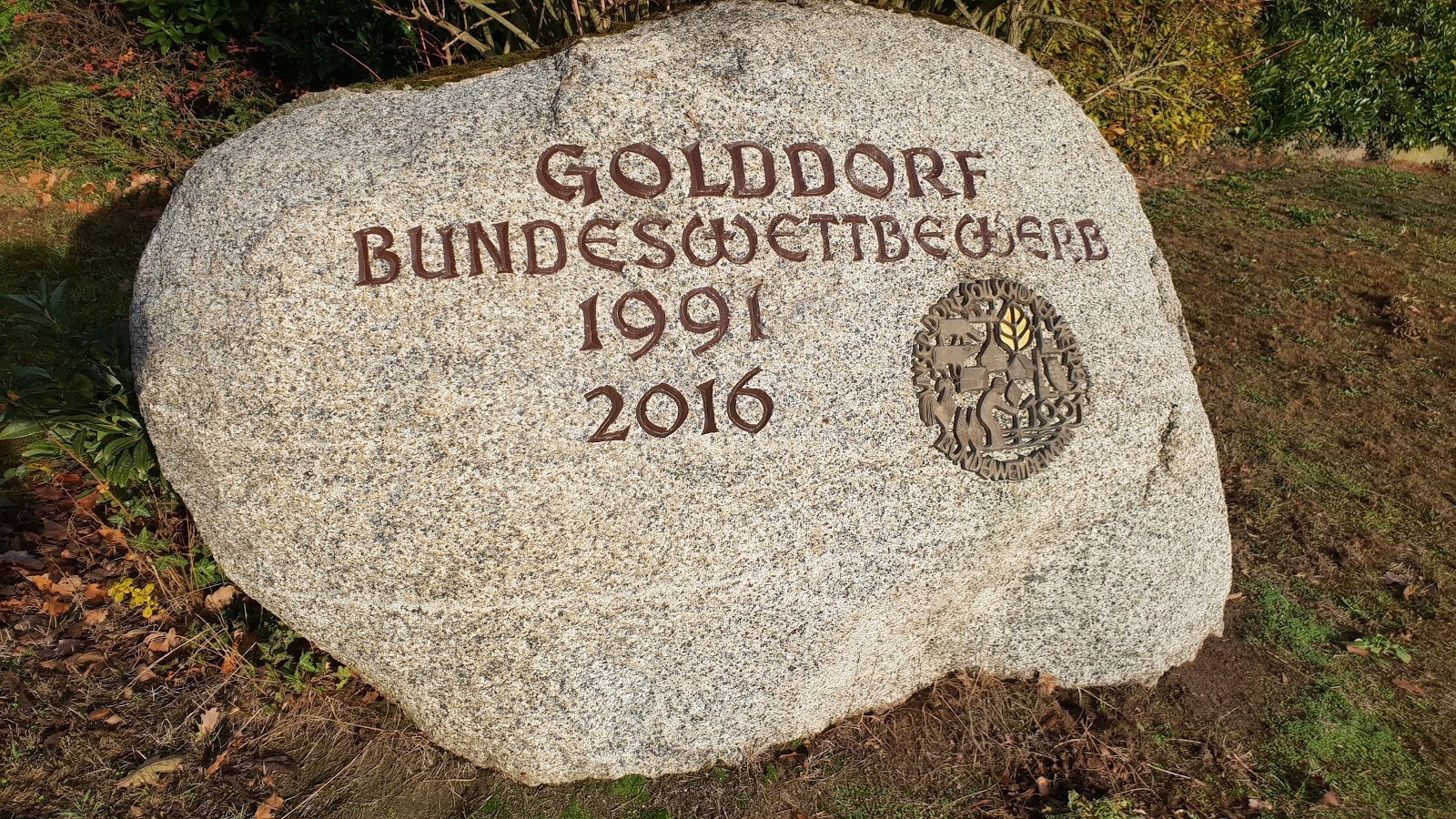
Findling in der Dorfmitte

Nach dem Zweiten Weltkrieg stieg die Einwohnerzahl Böddenstedts aufgrund der Flüchtlingsströme auf 843 (davon 357 Einheimische) an. Zu dieser Zeit gab es vor Ort drei Dorfläden sowie ein Gasthaus mit Bäckerei und einen Schlachter.
1946 hat die Firma Wintershall auf der Suche nach Ölvorkommen mehrere bis zu 3300 Meter tiefe Bohrungen in der Feldmark durchgeführt, die jedoch alle ergebnislos verlaufen sind. Ebenso ergebnislos verlief das Vorhaben des Unternehmens Dr. Oetker zur Errichtung einer Puddingfabrik am Rande Böddenstedts, das von der Bevölkerung abgelehnt wurde. Stattdessen entstand in dem Waldgebiet nördlich des Dorfes in den 1960er Jahren die Wochenendsiedlung Ortheide, die vor Ort auch „Hamburger Siedlung“ genannt wird, da sie viele Familien aus Hamburg anzog. Mittlerweile hat diese Siedlung insofern ihren Charakter gewandelt, als viele Bewohner dauerhaft dort leben.
Am 1. Juli 1972 wurde Böddenstedt in die Gemeinde Suderburg eingegliedert. Die Protestanten von Böddenstedt gehören wiederum zum Einzugsbereich der evangelisch-lutherischen Kirchengemeinde Gerdau mit der St. Michaeliskirche.
1991 gewann Böddenstedt den Bundeswettbewerb Unser Dorf soll schöner werden.
Am 7. Juni 1997 wurde das 800-jährige Bestehen des Dorfes mit einer großen „Jubiläumsschau Landwirtschaft und Gewerbe“ gefeiert, die von mehreren Tausend Personen besucht wurde. Tatsächlich weist das Dokument von 1197, in dem Böddenstedt erstmals urkundlich erwähnt wird, allerdings darauf hin, dass das Dorf mindestens 111 Jahre älter ist und bereits vor dem Jahre 1086 bestanden haben muss.
2016 gewann Böddenstedt den Bundeswettbewerb Unser Dorf hat Zukunft.
Mit dem Beginn der COVID-19-Pandemie im Jahre 2020 gab der Böddenstedter Posaunenchor für die Einwohner des Dorfes fast eineinhalb Jahre lang jeden Abend ein Ständchen, worüber auch überregional berichtet wurde.

### Einwohnerentwicklung
Die Einwohnerentwicklung der Gemeinde bzw. des Ortsteils Böddenstedt:
- 1823: 212 Einwohner
- 1848: 323 Einwohner
- 1900: 342 Einwohner
- 1937: 410 Einwohner
- 1950: 890 Einwohner
- 1970: 556 Einwohner
- 2014: 508 Einwohner[17]
- 2023: 512 Einwohner

Das Baugebiet „Ortfeld III“ (Am Koppelweg) ermöglicht eine Weiterentwicklung des Dorfes in Richtung Norden.

## Politik
Seit 1972 ist Böddenstedt ein Ortsteil der Gemeinde Suderburg. Dem Rat der Gemeinde bzw. Samtgemeinde Suderburg gehören aus Böddenstedt gegenwärtig Ratsherr Christoph Bauck-Niemann (CDU), Ratsherr Hans-Jürgen Drögemüller (SPD) und Ratsherr Jan Stolze (CDU) an.

### Bürgermeister

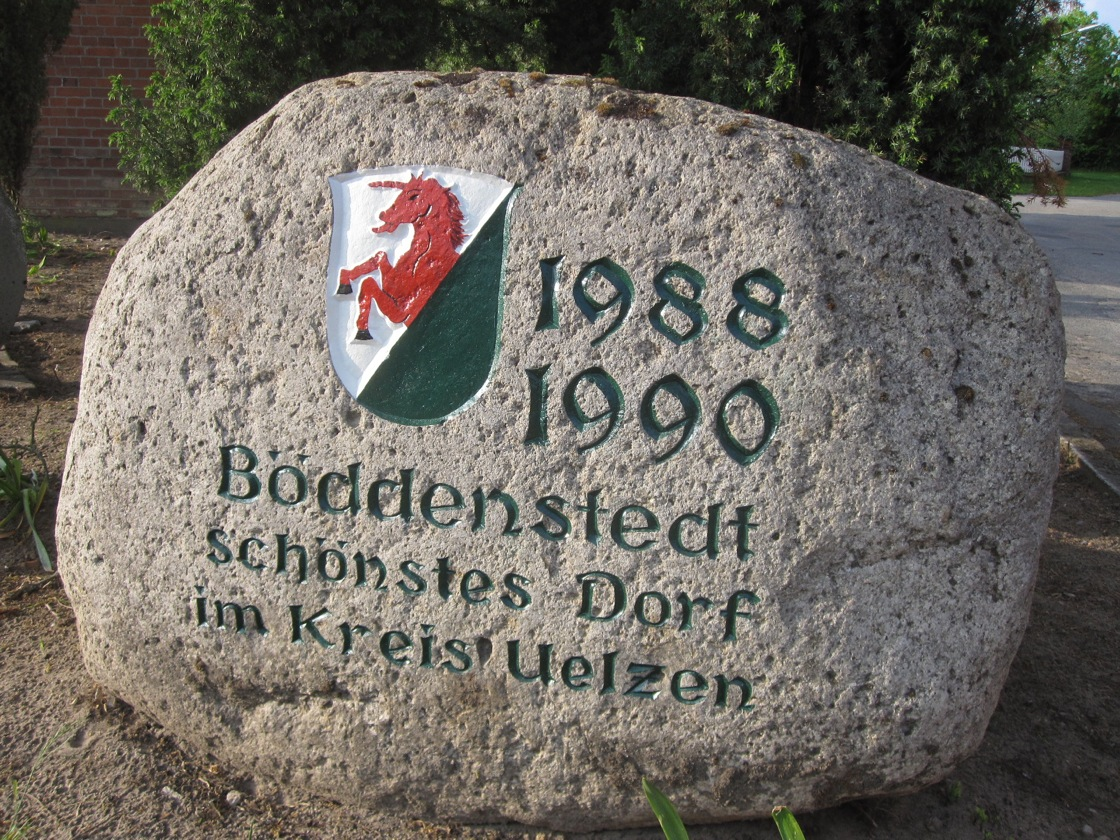
Findling mit Wappen der bis 1972 selbständigen Gemeinde Böddenstedt

Die Gemeindevorsteher/Bürgermeister (zu früheren Zeiten Veestherren oder Schulzen genannt) des Dorfes bzw. der ehemaligen Gemeinde Böddenstedt waren:
- 1569          : Helmeke to Boddenstede (Veestherr)
- 1639          : Carsten Stolte (Hof Nr. 18; Veestherr)
- 1685          : Bartholomäus Dehrmann (Hof Nr. 2; Veestherr)
- 1810–1815: Jürgen Drögemüller (Hof Nr. 21; Maire[18], Schulze)
- 1860–1864: Christoph Stolte
- 1888–1902: Johann Tegtmann
- 1906–1910: Heinrich Sorge
- 1910–1914: Hermann Krüger
- 1914–1918: Heinrich Hilmer
- 1919–1945: Hermann Bauck
- 194500000: Heinrich Früchte
- 1945–1946: Adolf Frenzl
- 1946–1948: Adolf Heuer
- 1948–1968: Wilhelm Lindloff
- 1968–1972: Hermann Döhrmann

### Wappen
Seit 1937 führte die Gemeinde Böddenstedt mit Genehmigung der Provinz-Regierung von Hannover das Einhorn derer von Böddenstedt in ihrem Siegel, welches der Historiker Boldwin von dem Knesebeck wie folgt beschreibt: „Im silbernen Felde ein springendes, halbes, rotes Einhorn.“ Das Wappen der Gemeinde Böddenstedt wurde in Anlehnung an dieses Wappen gestaltet. Es ist schräglinks geteilt und stellt auf der linken oberen Hälfte ein halbes, springendes, rotes Einhorn im silbernen Felde und auf der rechten unteren Hälfte das grüne Feld des Dorfes dar. Offiziell geführt wurde dieses Wappen von der Gemeinde Böddenstedt, bis sie im Zuge der Gebietsreform 1972 aufgelöst und der Gemeinde Suderburg einverleibt wurde.

## Kultur und Sehenswürdigkeiten
In unmittelbarer Nähe zur Waldsiedlung Ortheide befindet sich ein Sportplatz mit zwei Fußballfeldern, einem Vereinsheim, einer Gymnastikhalle, einem Tennisfeld und einem Spielplatz sowie der Waldfriedhof mit einer Kapelle. Seitdem die Schule in den 1970er Jahren geschlossen wurde, wird das innerörtlich gelegene Gebäude als Dorfgemeinschaftshaus genutzt. Auf dem ehemaligen Schulhof befindet sich ein weiterer Spielplatz.

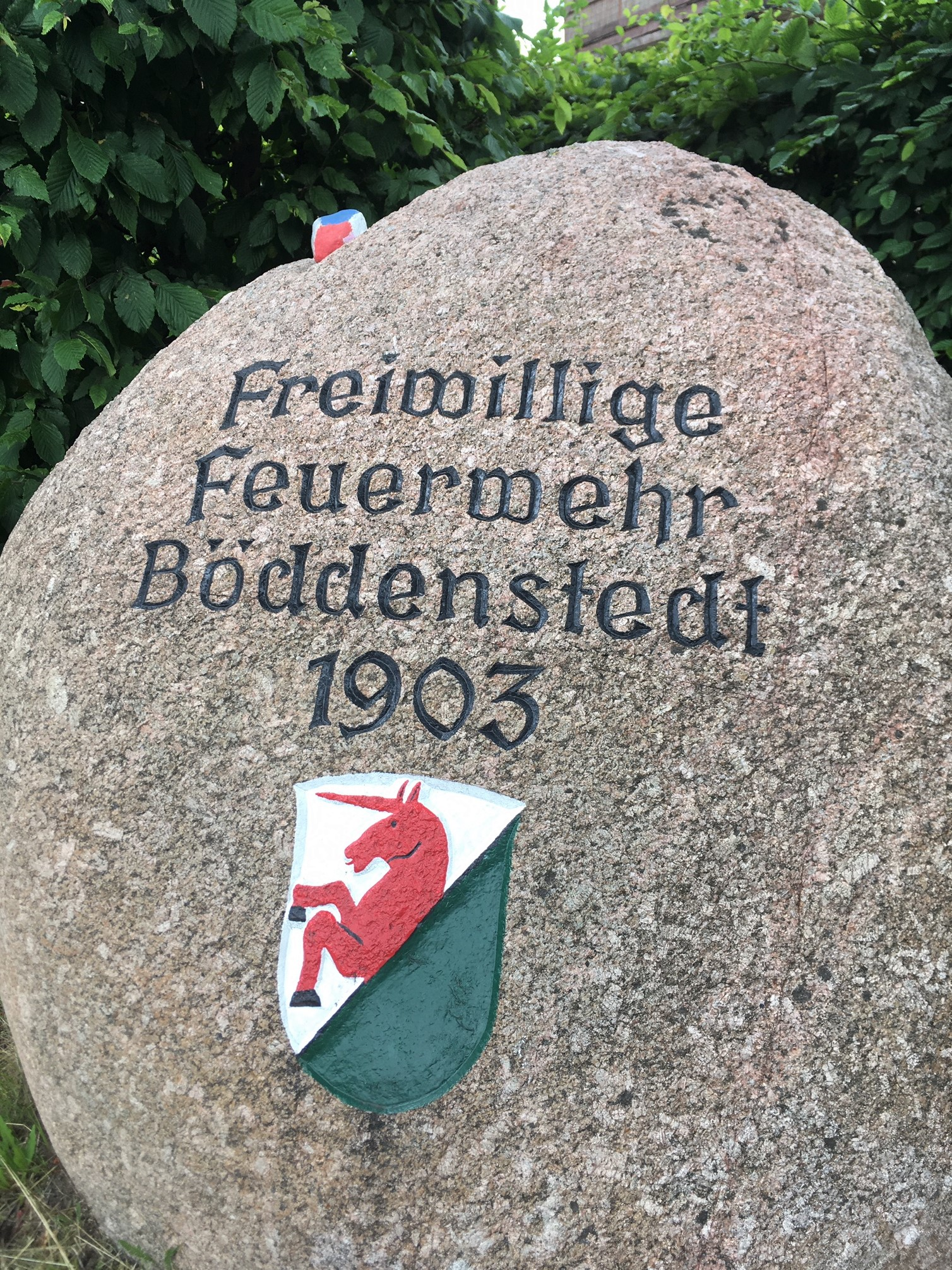
Findling vor dem Feuerwehrgerätehaus

In Böddenstedt besteht zudem ein aktives Vereinsleben. Exemplarisch sind der Posaunenchor (gegründet 1880), die Freiwillige Feuerwehr (gegründet 1903) und der Sportverein VfL Sportfreunde Böddenstedt e. V. (gegründet 1946) zu nennen. Regelmäßig treffen sich außerdem eine Bastelgruppe, ein Seniorenkreis, ein Jägerkreis sowie ein Arbeitskreis, der sich die Pflege des Dorfes zur Aufgabe gemacht hat. Auf der Lichtmess Bürgerversammlung werden alljährlich zwei Dorfbewohner für ehrenamtliches Engagement von der Dorfgemeinschaft mit dem „Goldenen Einhorn“ ausgezeichnet. Als Böddenstedter Wappentier ziert das Einhorn heute zahlreiche Fledermauskästen, die zum Schutz dieser Tiere im Dorf und im angrenzenden Stahlbachtal angebracht wurden.

### Baudenkmale

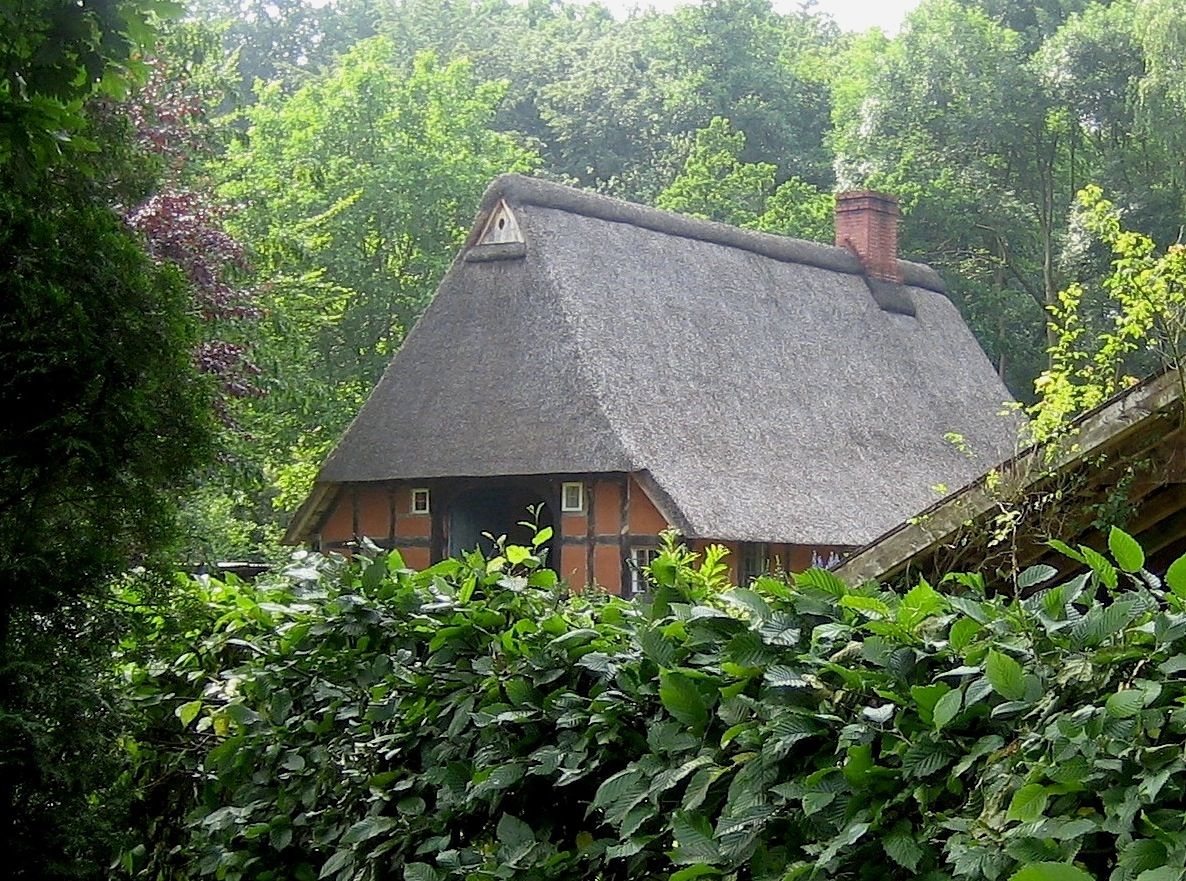
Reetgedecktes Hallenhaus (von 1701) in der Mühlenstraße

Das Bauern- und Handwerkerdorf Böddenstedt besitzt die Struktur eines Haufendorfes und weist einen recht hohen Bestand alter Bausubstanz auf. Eine Reihe von Hofanlagen und Einzelobjekten steht heute unter Denkmalschutz. Zu den ältesten Gebäuden zählen ein Speicher aus dem Jahre 1625 und etwa ein Dutzend niederdeutsche Hallenhäuser aus dem frühen 19. Jahrhundert, wie das ehemalige Müllerwohnhaus von 1800 oder die alte Schule von 1809. Der Mühlenteich neben der Wassermühle wurde um das Jahr 1700 angelegt. Der viergeschossige Mühlenbau von 1911 wurde in den 1970er Jahren zu einem repräsentativen Wohnbau umgebaut. Das über dreihundert Jahre alte reetgedeckte Hallenhaus in der Mühlenstraße stammt aus Engeln und wurde Ende der 1980er Jahre nach Böddenstedt transloziert. Sehenswert sind zudem mehrere villenartige Bauernhäuser (sogenannte Rübenburgen) aus der Zeit um 1900, die in Folge eines durch den Anbau von Zuckerrüben erlangten Wohlstandes errichtet wurden.
- Liste der Baudenkmale in Böddenstedt

### Auszeichnungen
Nach jahrelangem Engagement der Bürger in dem von Graf Lennart Bernadotte 1961 ins Leben gerufenen Wettbewerb Unser Dorf soll schöner werden ist Böddenstedt nach mehreren Erfolgen auf Kreis-, Bezirks- und Landesebene im Jahre 1991 auf Bundesebene mit einer Goldmedaille ausgezeichnet worden und darf sich seitdem „Golddorf“ nennen. Im September 2015 hat sich Böddenstedt neben 33 weiteren Dörfern erneut für den 2016 unter der Schirmherrschaft des Bundespräsidenten stattfindenden Bundeswettbewerb Unser Dorf hat Zukunft qualifiziert und hierbei ebenfalls die Goldmedaille als höchste Auszeichnung errungen. Insgesamt hatten sich über 2400 Dörfer aus ganz Deutschland an diesem Wettbewerb beteiligt. Gleiches gilt für das Nachbardorf Bohlsen (Bundessieger 1993 und 2013). Beide Dörfer können über einen neu gestalteten und informativen „Golddörfer Wanderweg“ erkundet werden.

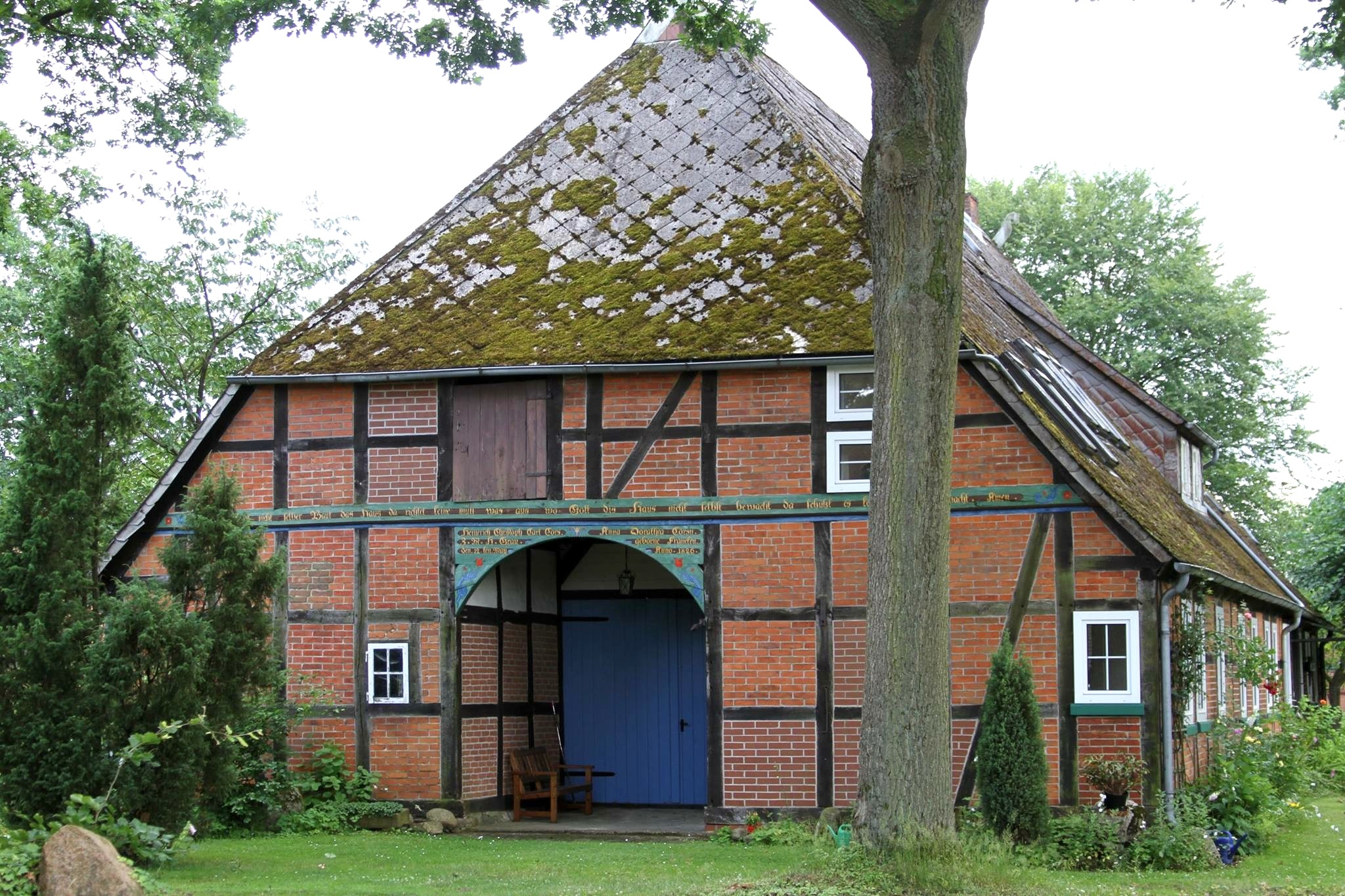
Typischer Heidehof (von 1826, heute Ferienhaus)
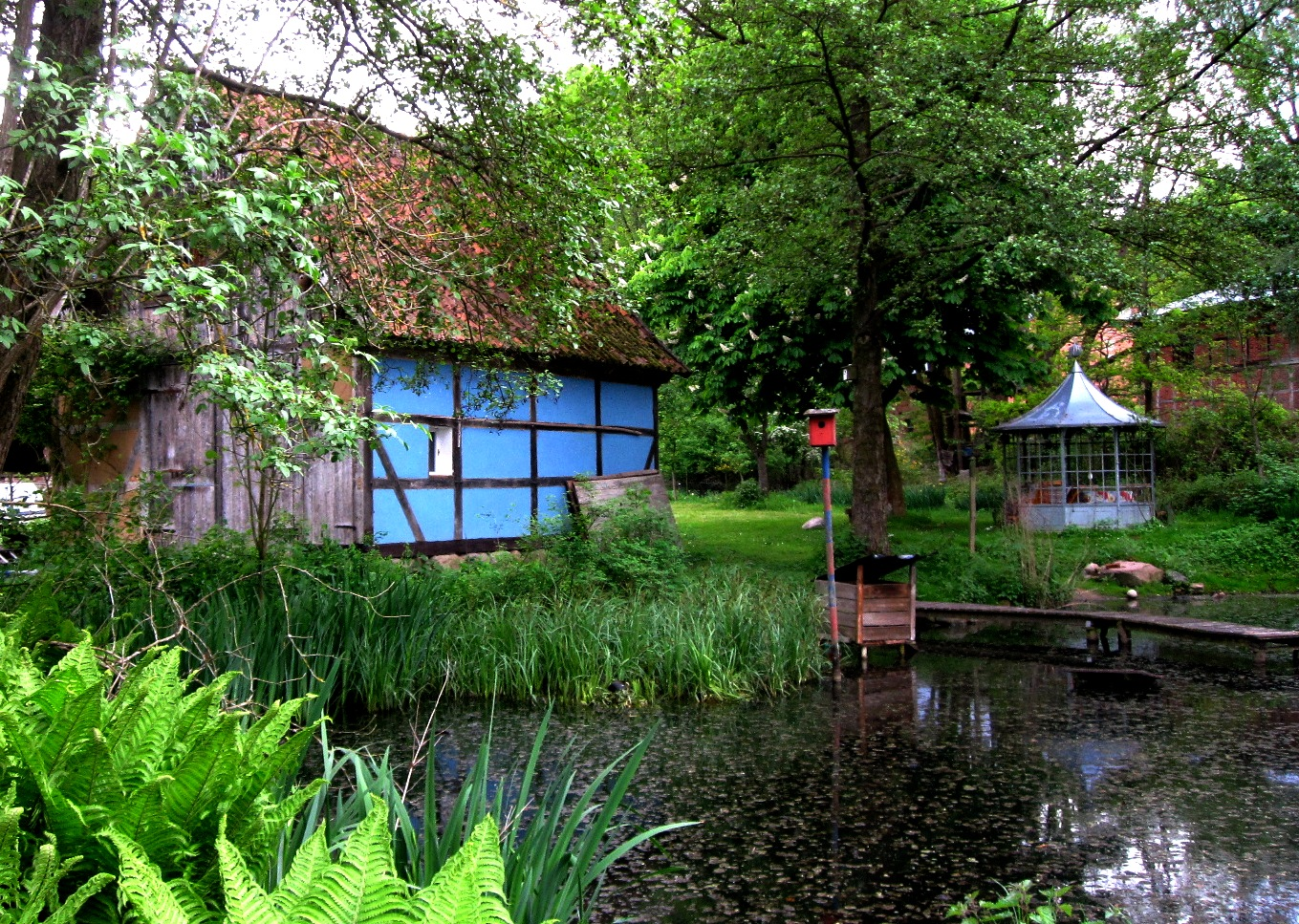
Schafstall (von 1843) in der Mühlenstraße
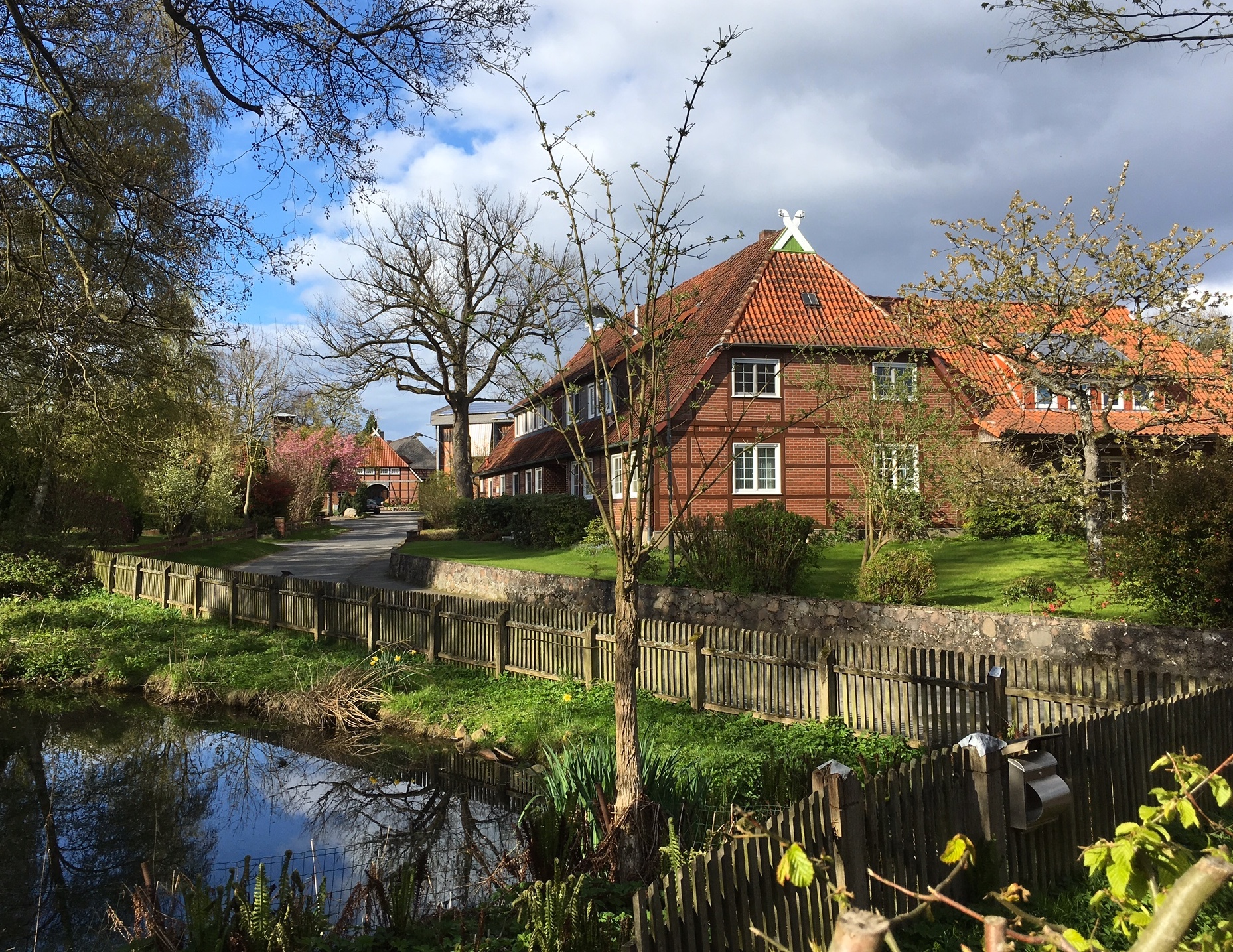
Fachwerkhaus von 1817 an der Mühlenstraße im alten Ortskern
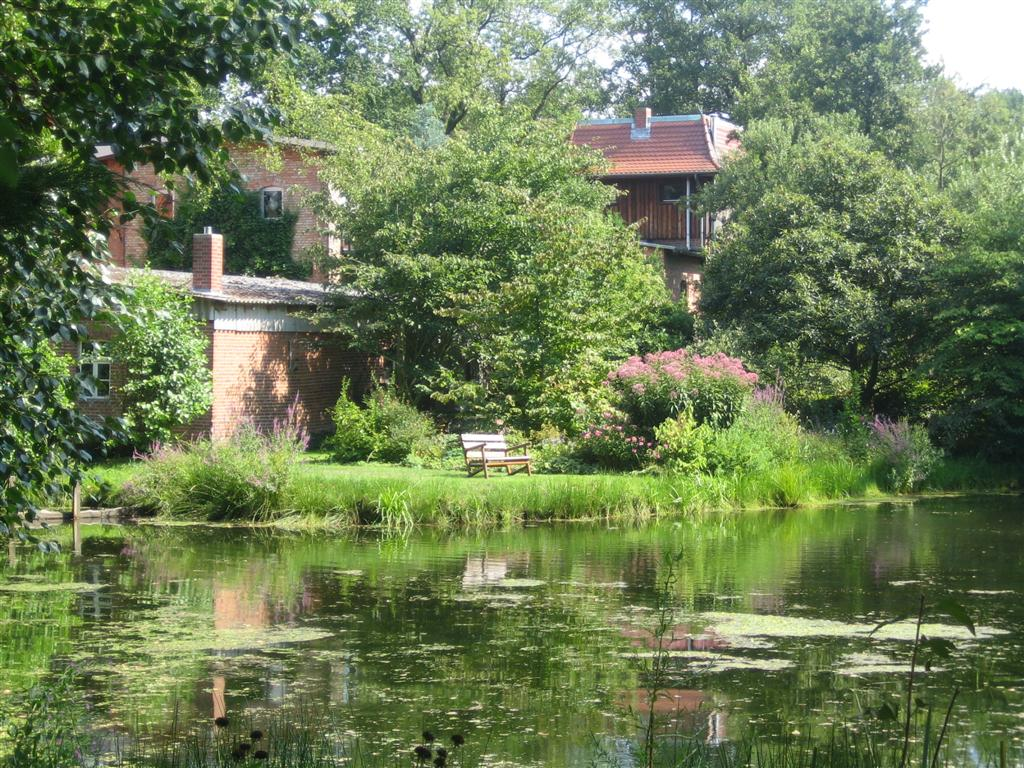
Mühlenteich (von 1895)
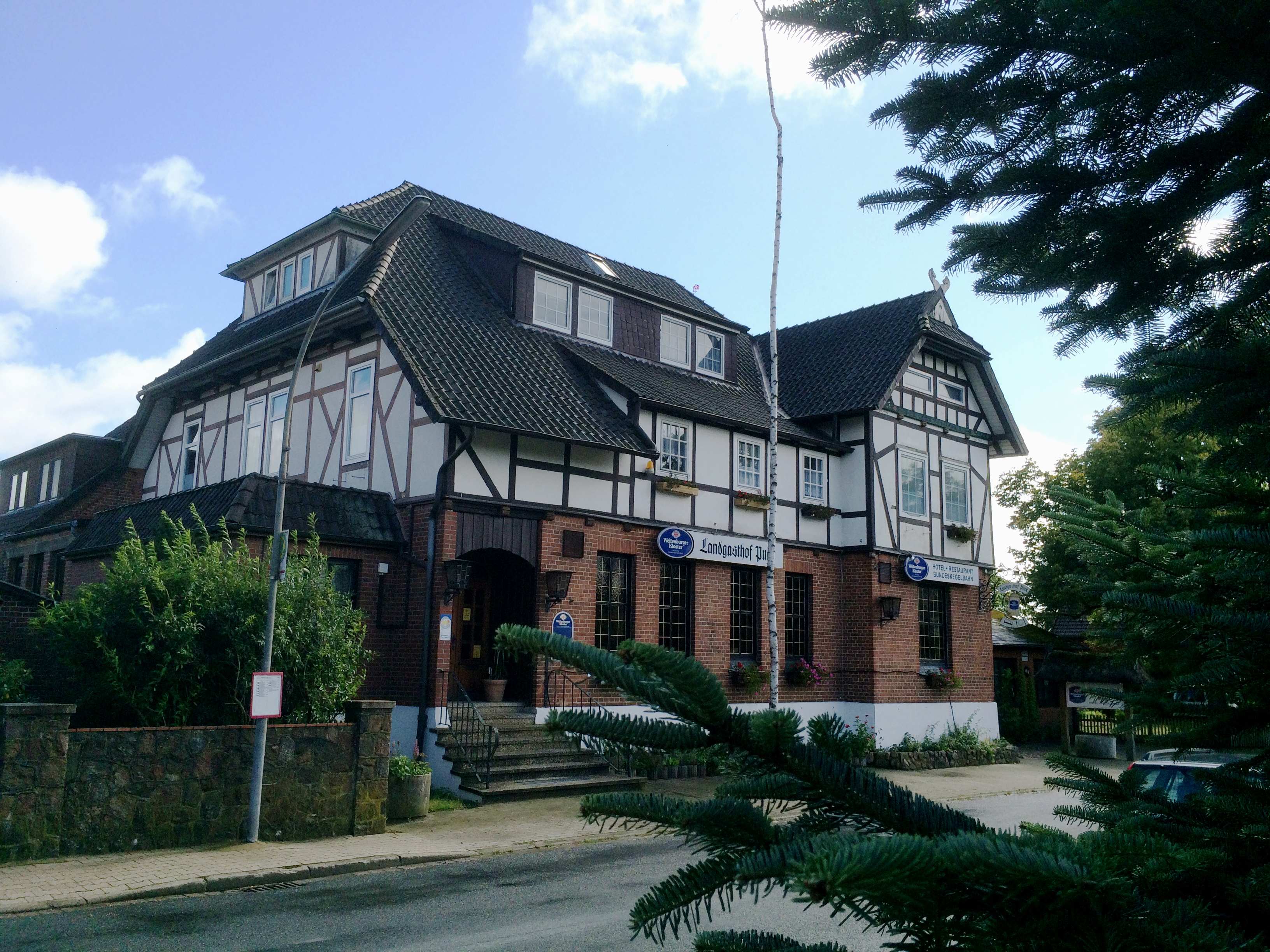
Hotel Landgasthof Puck
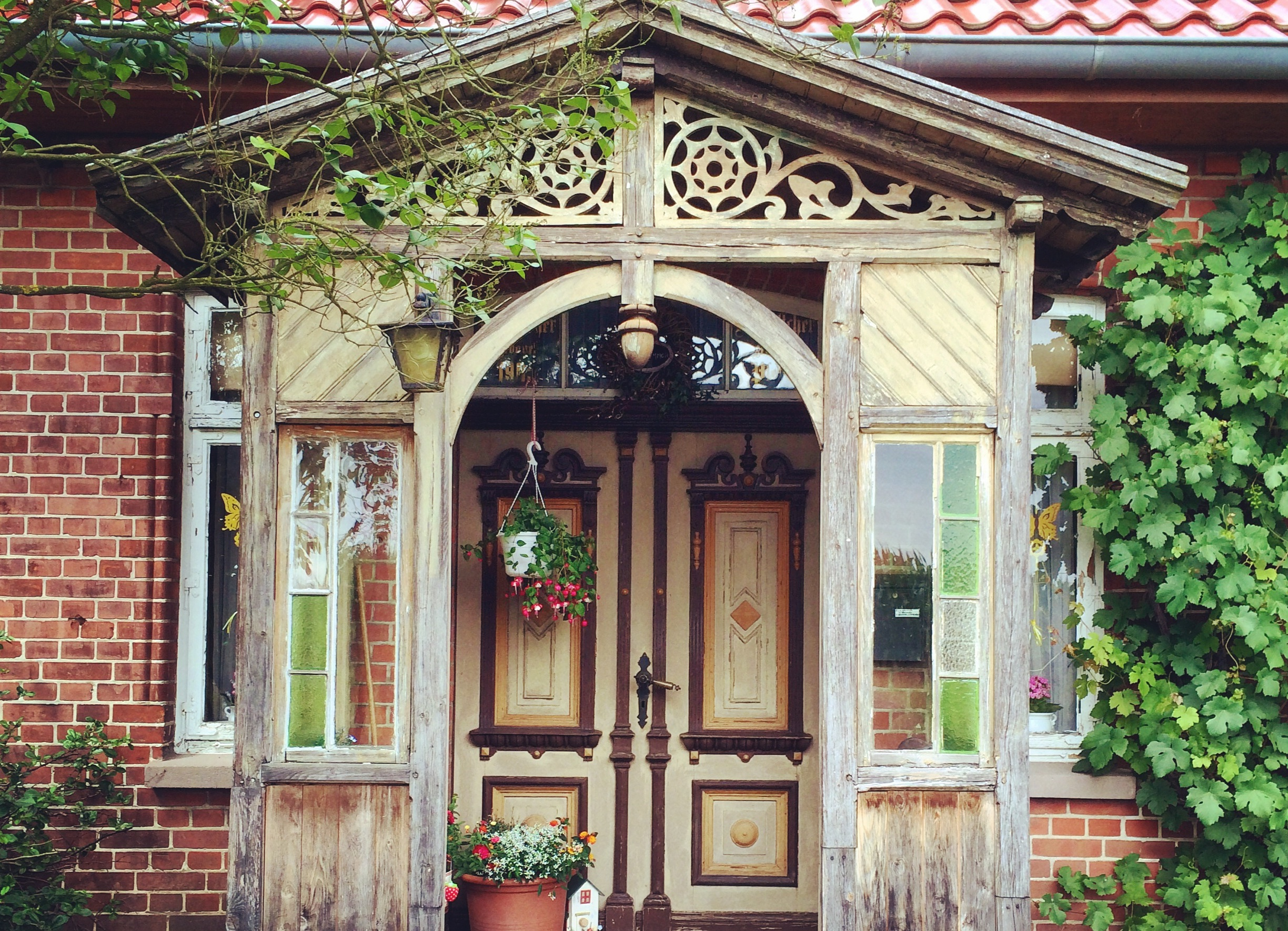
Verzierter Vorbau eines Bauernhauses
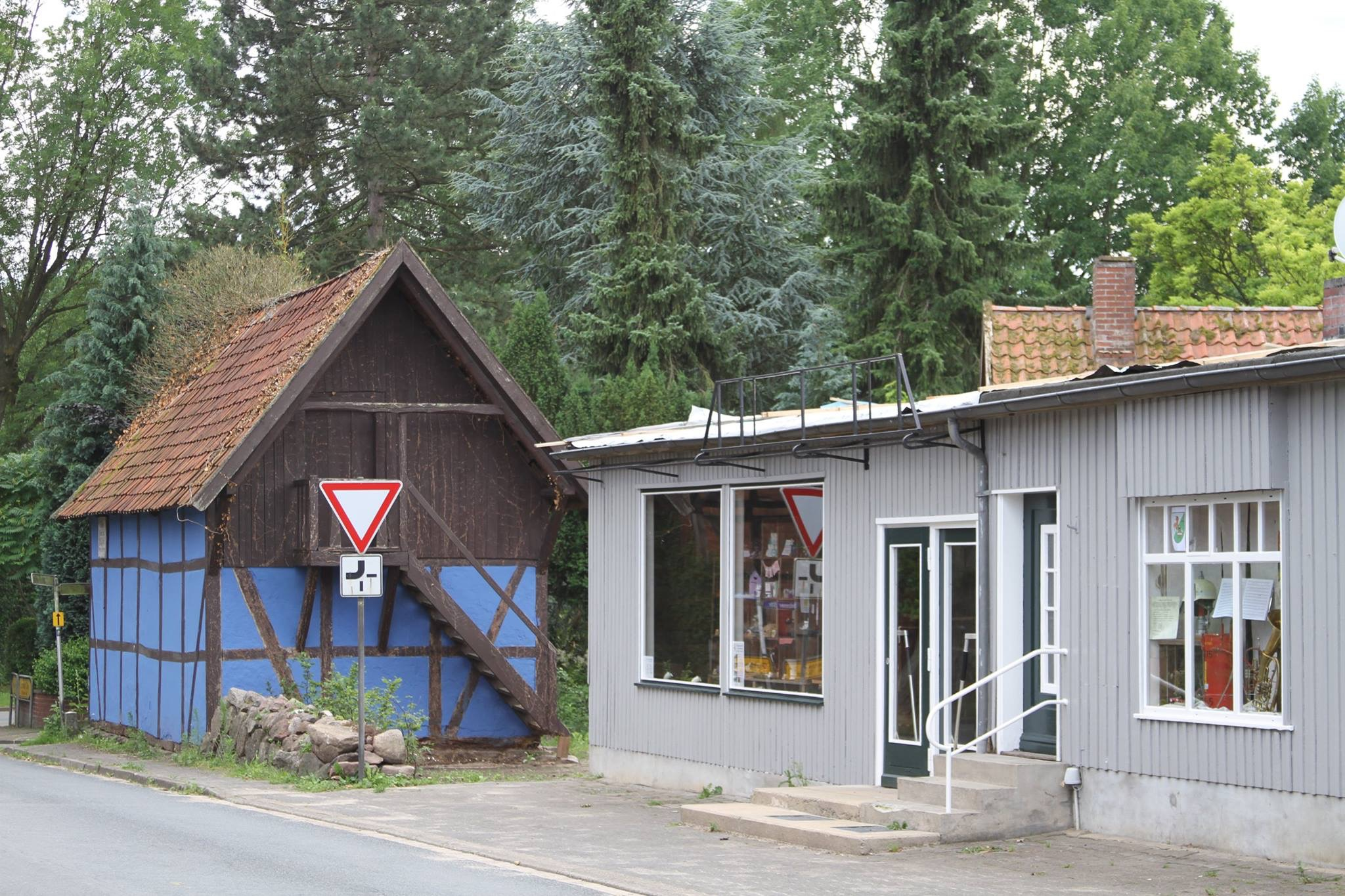
Treppenspeicher und ehemaliges Lebensmittelgeschäft (denkmalgeschützt)
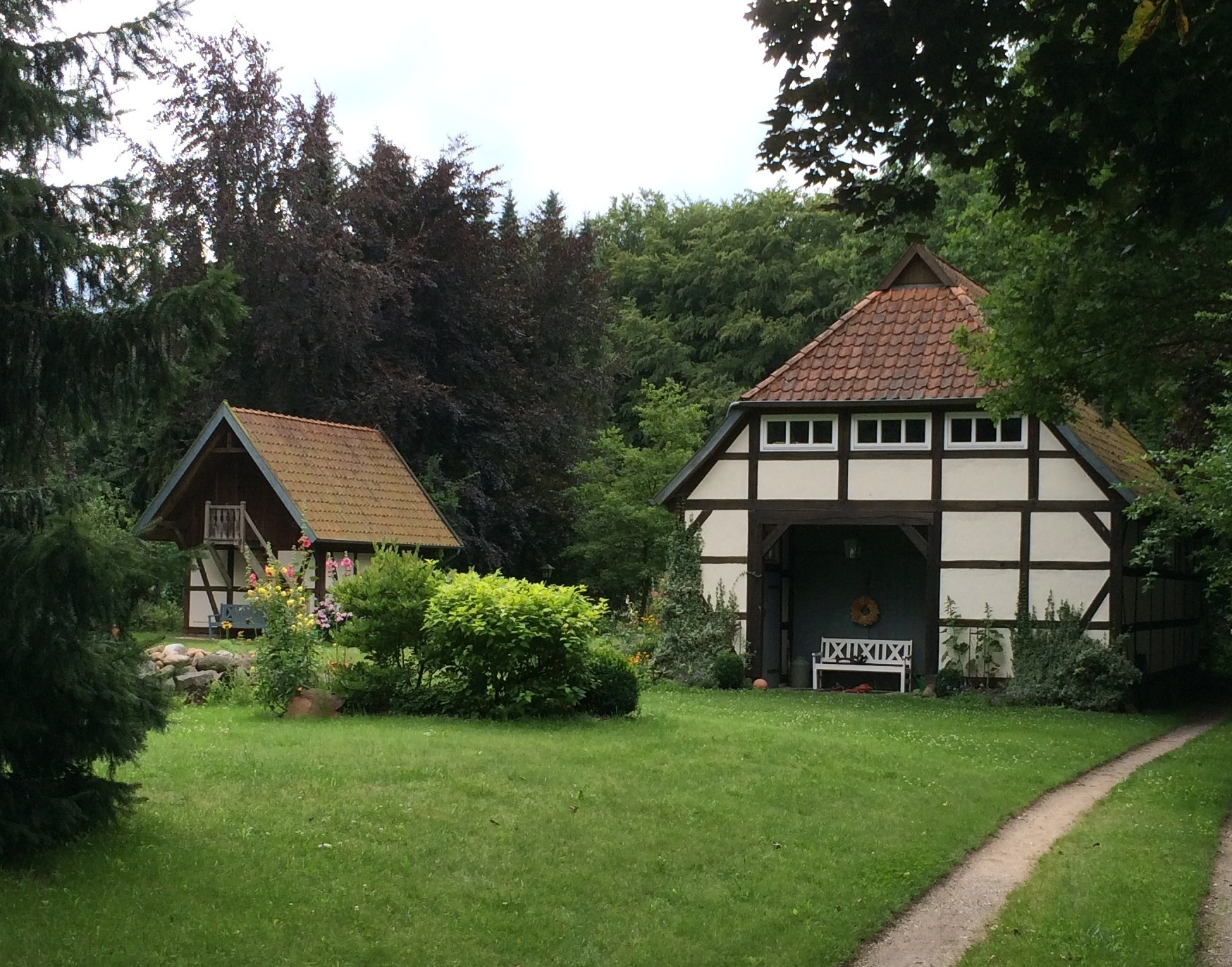
Speicher und Fachwerkhaus am Allerkamp

## Wirtschaft und Infrastruktur

### Unternehmen und Einrichtungen
Neben vier Landwirten sind in Böddenstedt nach wie vor einige Handwerksbetriebe und Dienstleister ansässig, die zum Teil auf eine jahrhundertelange Tradition zurückblicken, darunter eine Zimmerei und Dachdeckerei, eine Bau- und Möbeltischlerei, eine Kräutergärtnerei, ein Geschäft für Geschenkartikel, ein Kosmetik- und Fußpflegestudio sowie eine private Musikschule. Unterkunft bieten das Hotel Landgasthof Puck sowie mehrere private Anbieter von Ferienwohnungen und Ferienhäusern.
Nördlich von Böddenstedt befindet sich eine Biogasanlage und im Süden ein Windpark mit fünf Anlagen.
Derzeit (Stand: 2023) laufen Planungen dafür, in der alten Schule eine Kindertagesstätte einzurichten.

### Verkehr
Die Kreisstraßen 28 und 53 verbinden Böddenstedt mit der Kreisstadt Uelzen (11 km) und dem Grundzentrum Suderburg (3 km). Vom Bahnhof Suderburg aus lassen sich die Freie- und Hansestadt Hamburg (via Hundertwasserbahnhof Uelzen) und die Landeshauptstadt Hannover ungefähr im Stundentakt erreichen. Im Ort gibt es außerdem zwei Bushaltestellen des lokalen ÖNV.

## Sonstiges
In der vierten Staffel der mehrfach prämierten Comedy-Serie Stromberg (mit Christoph Maria Herbst) wird die gleichnamige Hauptfigur Bernd Stromberg in die Capitol-Niederlassung des fiktiven Ortes Finsdorf versetzt. Die Viralmarketing-Kampagne lief über die Website finsdorf.de. Dort begrüßte man Bernd Stromberg bereits als neuen Einwohner. GoYellow schaltete sich in diese Kampagne ein und stellte einen Ausschnitt der Originalkarte zur Verfügung, auf der Böddenstedt in Finsdorf umbenannt wurde. Zusätzlich wurde im Süden des Ortes ein fiktives Atomkraftwerk errichtet.

## Persönlichkeiten

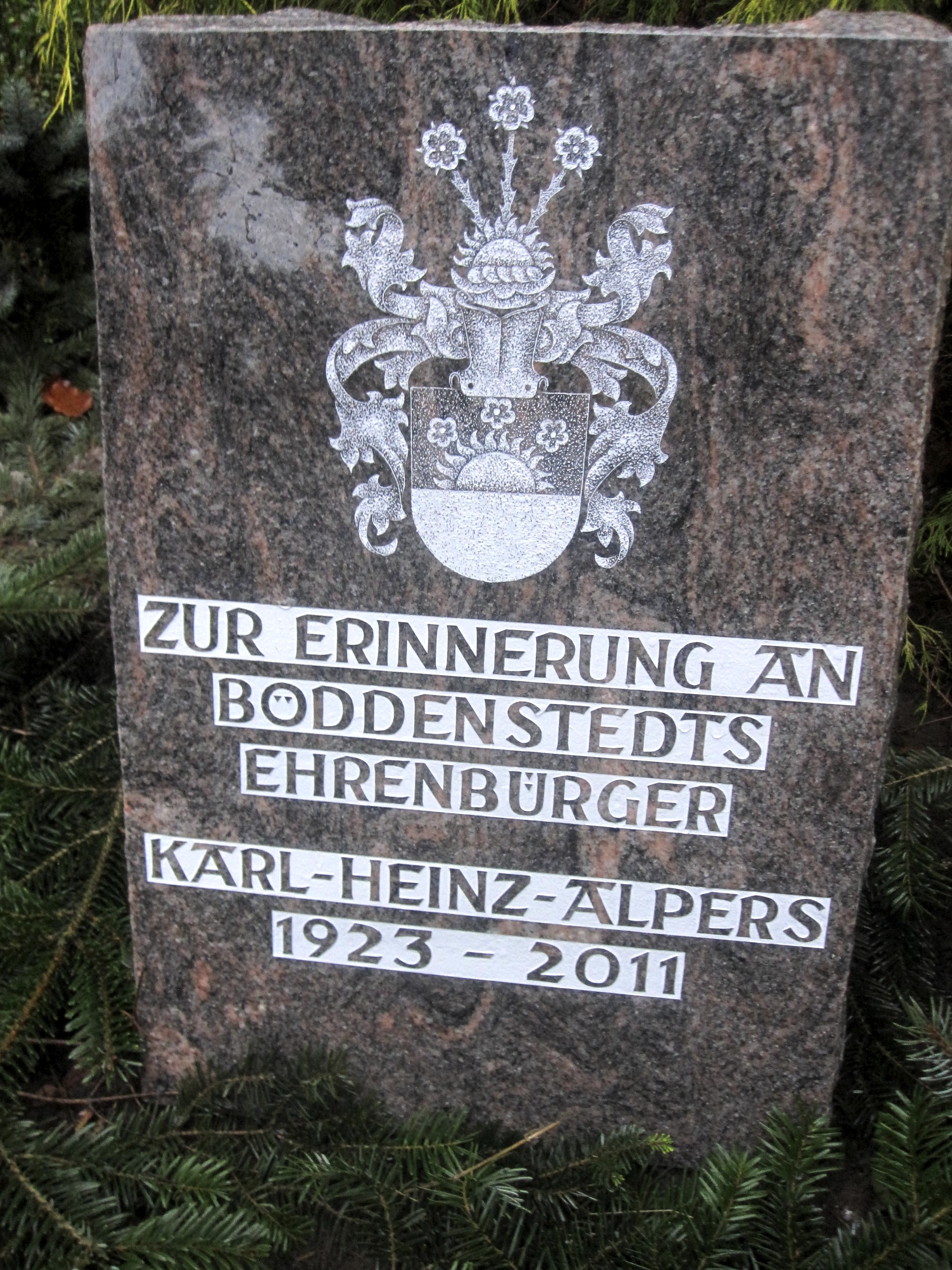
Gedenkstein für Karl-Heinz Alpers auf dem Waldfriedhof Böddenstedt

- Thorben Albrecht (* 2. Februar 1970 in Lüneburg; aufgewachsen in Böddenstedt), deutscher Historiker, Politiker (SPD) und beamteter Staatssekretär im Kabinett Merkel III (Bundesministerium für Arbeit und Soziales)
- Karl-Heinz Alpers (1923–2011), Ingenieur und Heimatforscher, lebte später in Oldenburg und wurde 1997 zum „Ehrenbürger von Böddenstedt“ ernannt
- Hans-Jürgen Drögemüller (* 16. April 1949 in Uelzen), Landwirt, Kaufmann und Kommunalpolitiker (SPD); lebt in Böddenstedt
- Horst W. Löbert, (* 1948 in Bremen), ehemaliger Kreisarchäologe von Uelzen und langjähriger Leiter des Museumsdorfes Hösseringen, lebt in Böddenstedt
- Klaus Wiswe (* 30. Oktober 1955 in Böddenstedt), deutscher Politiker (CDU), hauptamtlicher Landrat im Landkreis Celle, Vorsitzender des Niedersächsischen Landkreistages